# Annalen der Physik

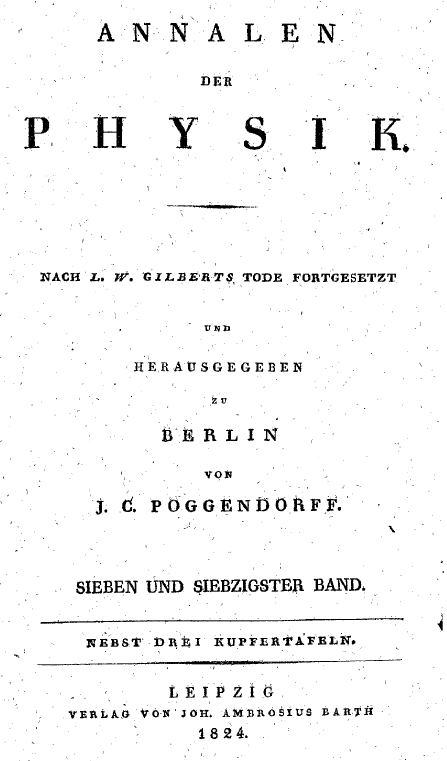
Titelblatt Band 77 von 1824

Annalen der Physik ist eine bedeutende physikalische Fachzeitschrift. Sie erscheint seit 1799. Von 1819 bis 1824 (Band 61–76) trug die Zeitschrift den Titel Annalen der Physik und der physikalischen Chemie und von 1824 bis 1899 (Band 77–305) den Titel Annalen der Physik und Chemie.

## Charakterisierung
Die Annalen der Physik entstand als Nachfolger einer Reihe von Zeitschriften, die durch den deutschen Chemiker Friedrich Albrecht Carl Gren herausgegeben worden waren. Dieser publizierte von 1790 bis 1794 zunächst das Journal der Physik, dem später von 1795 bis 1797 ein Neues Journal der Physik folgte. Nach seinem Tod wurde die Zeitschriftenreihe mit dem bis heute gebräuchlichen Titel Annalen der Physik von Ludwig Wilhelm Gilbert, Professor an der Universität Halle, fortgesetzt.
Die Artikel wurden zunächst ausschließlich in deutscher Sprache abgefasst. Nach dem Zweiten Weltkrieg kamen englischsprachige Veröffentlichungen hinzu und gewannen, nach einem etwa ausgewogenen Verhältnis Ende der 1970er Jahre, die Oberhand. Seit 1992, dem Beginn der 8. Folge, erscheint die Zeitschrift komplett auf Englisch; lediglich der Titel wurde beibehalten.
Jegliche Zeichnungen wurden in den ersten Jahren auf Kupfertafeln beigefügt.
Die Blütezeit der Physik im deutschsprachigen Raum Ende des 19. und Anfang des 20. Jahrhunderts führte zur reger Publikationstätigkeit, so dass pro Jahr bis zu drei Bände mit jeweils rund 1000 Seiten, bestehend aus aufeinanderfolgenden Heften, erschienen. Den größten Umfang erreichten die Annalen im Jahr 1914, als rund 3800 Seiten, verteilt auf 24 Hefte bzw. drei Bände veröffentlicht wurden. Aktuell erscheint jedes Jahr ein Band, bestehend aus zwölf Heften (teilweise Doppelheften) mit zusammen rund 800 Seiten.
Außerdem gab es ab 1877 Beiblätter zu den Annalen der Physik, in denen Bücher und Aufsätze kurz referiert wurden. Sie erschienen bis Band 43 von 1919 und hatten die Physikalischen Berichte als Nachfolger, die ab 1920 bis 1967 erschienen.

## Zählweise und Herausgeber

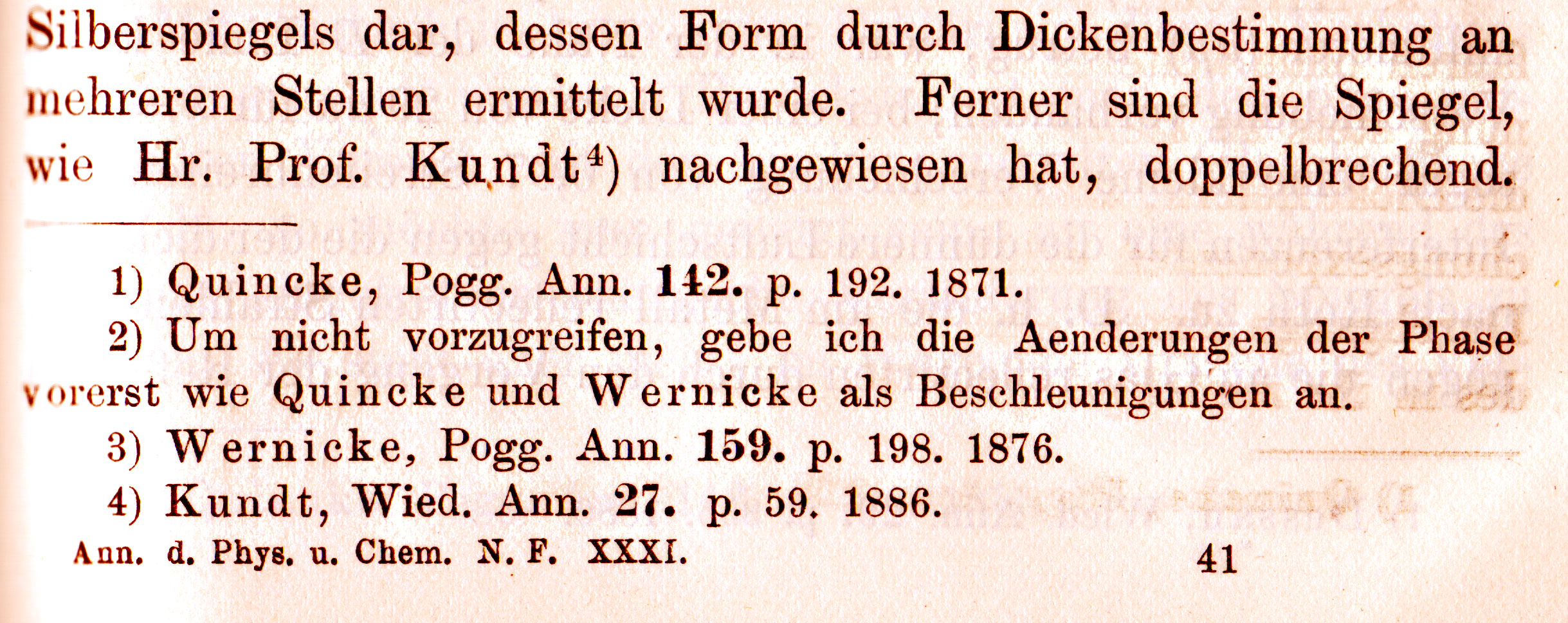
Fußnoten aus Wiedemanns Annalen 31 (1887, Band 267), S. 641: Zu erkennen sind Verweise auf Poggendorffs Annalen (Fußnoten 1 und 3), Verweise auf die aktuelle Folge (Fußnote 4, Wiedemanns Annalen) sowie die alternative Eigenbezeichnung als 31. Band der Neuen Folge (N.F.)

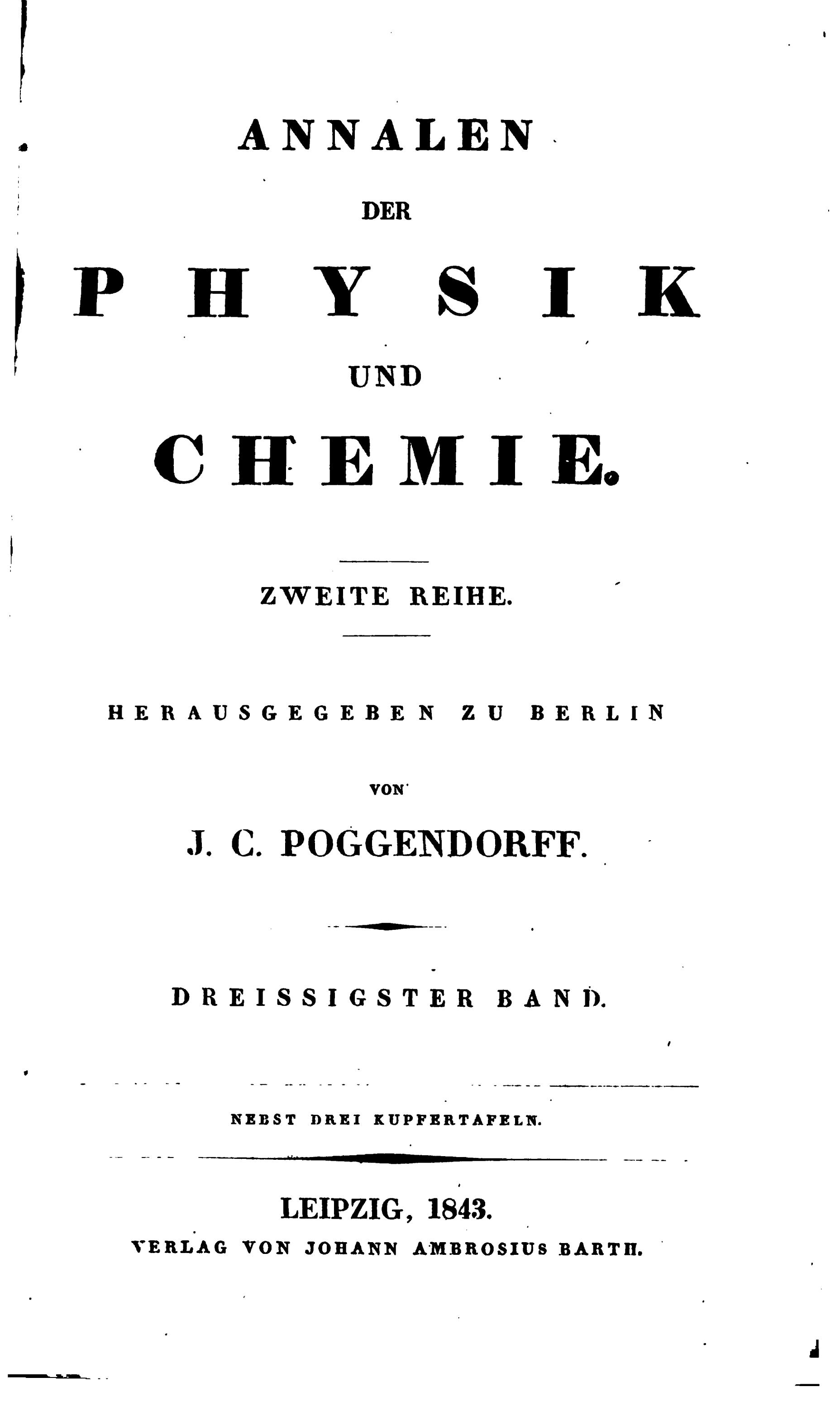
Titelbild Annalen der Physik und Chemie 30 (1843)

- Bände 1 bis 76 (1799 bis 1824), Herausgeber: Ludwig Wilhelm Gilbert. Mit Wechsel des Verlags 1809 wird eine neue Zählweise eingeführt (Band 1 = Band 31 in bisheriger Zählweise), die aber später wieder aufgegeben wird. Mit Band 61 (1819) erhält die Zeitschrift den (Zusatz-)Titel Annalen der Physik und der physikalischen Chemie.[1]
- Poggendorffs Annalen: Die Bände 77 bis 236 (1824 bis 1876) werden in Literaturverweisen nach ihrem Herausgeber Johann Christian Poggendorff als Pogg. Ann. benannt. Band 77 ist Band 1 der poggendorffschen Annalen, die jetzt den Titel Annalen der Physik und Chemie tragen. Jeweils 30 Bände werden zu einer Reihe zusammengefasst, so dass es 5 vollständige Reihen gibt, die 6. und letzte Reihe umfasst 10 Bände. So ist auf dem 128. Band neben den entsprechenden römischen Zahlzeichen CXXVIII vermerkt, dass es sich um den achten Band der fünften Reihe handelt.
- Wiedemanns Annalen: Die Bände 237 bis 305 (1877 bis 1899) werden in Literaturverweisen nach ihrem Herausgeber Gustav Heinrich Wiedemann benannt, oft abgekürzt als Wied. Ann. und in der Zählung neu gestartet: Band 237 ist Band 1 von Wied. Ann. Im Jahr 1893 kommt Wiedemanns Sohn Eilhard Wiedemann als Herausgeber hinzu. Die Zeitschrift trägt wie schon zuvor den Titel Annalen der Physik und Chemie. Die Eigenbezeichnung auf dem Einband der Bücher lautet zunächst Poggendorf Annalen Neue Folge mit der Ausgabennummer gezählt seit 1877.
- 4. Folge: Mit Band 306 beginnt die vierte Folge wieder unter dem ursprünglichen Titel Annalen der Physik und die Folgenzählung wird von diesem Zeitpunkt an auf den Titelblättern vermerkt. In Literaturverweisen taucht diese Folge einfach als Ann. d. Phys auf, wobei gelegentlich der Bandnummer eine eingeklammerte (4) vorausgeht, um auf die vierte Folge hinzuweisen.[4] Seltener erfolgt die Bezeichnung nach ihrem ersten Herausgeber Paul Karl Ludwig Drude. Mit Band 326 (Band 21 der vierten Folge) übernehmen 1906 Wilhelm Wien und Max Planck die Herausgeberschaft bis zum Band 392 (1928). Die Herausgabe geschieht fortan unter „Mitwirkung der Deutschen Physikalischen Gesellschaft “.[5]
- 5. Folge: Bände 393 bis 435 (1929 bis 1946), Herausgeber: Max Planck und Eduard Grüneisen, Band 393 = Band 1 der 5. Folge
- 6. Folge: Bände 436 bis 455 (1947 bis 1957): Als Herausgeber kommt Friedrich Möglich hinzu, Planck scheidet nach Bd. 1, Grüneisen nach Bd. 4 aus. Mit Band 445 kommt Hans Kopfermann hinzu.
- 7. Folge: Bände 456 bis 503 (1957 bis 1991): Herausgeber sind bis einschl. Band 463 (Band 8 der 7. Folge) Hans Kopfermann und Gustav Richter, anschließend noch G. Richter und H. J. Treder und W. Walcher.
- 8. Folge: Bände ab 504 (1992), vollständige Umstellung auf englische Sprache, lediglich der Titel Annalen der Physik bleibt erhalten. Mit Wechsel des Verlags (Band 7 der 8. Folge) entfällt zunächst die durchgängige Zählung seit 1799 auf dem Titelblatt (letztmals Band 6 der 8. Folge = Band 509), wird aber mit Erscheinen der Ausgabe im Juni 2010 als Band 522 wieder aufgenommen (Band 19 der 8. Folge = Band 522).

Titelblatt Band 306 von 1900

## Verlag
Die ersten Ausgaben bis Band 30 (1808) erschienen in der Rengerschen Buchhandlung in Halle (Saale), ab Band 31 (1809) übernahm – durchaus nicht einvernehmlich – der Verlag Johann Ambrosius Barth aus Leipzig die Herausgabe. Die Auflage betrug 1828 rund 750 Exemplare. Der Verlagsstandort blieb während der deutschen Teilung bestehen. Erst 1988 wird aus dem eigenständigen Unternehmen ein volkseigener Betrieb unter dem Namen VEB Johann Ambrosius Barth Leipzig. Seit 1998 (Band 7 der 8. Folge = Band 510) erscheint die Zeitschrift im Verlag Wiley-VCH.

## Wichtige Veröffentlichungen
In Annalen der Physik wurden eine Vielzahl von bahnbrechenden wissenschaftlichen Erkenntnissen publiziert, so unter anderem:
- Heinrich Rudolf Hertz
  - Nachweis der von J.C. Maxwell vorhergesagten elektromagnetischen Wellen: Über sehr schnelle elektrische Schwingungen. Annalen der Physik 267, S. 421–448, 1887
  - die Entdeckung des lichtelektrischen Effekts (Photoeffekt): Ueber den Einfluss des ultravioletten Lichtes auf die electrische Entladung. Annalen der Physik 267, S. 983–1000, 1887
  - Ueber die Einwirkung einer geradlinigen electrischen Schwingung auf eine benachbarte Strombahn, Annalen der Physik 270, S. 155–170, 1888.
  - Ueber die Ausbreitungsgeschwindigkeit der electrodynamischen Wirkungen, Annalen der Physik 270, S. 551–569, 1888.

- Wilhelm Conrad Röntgen
  - Entdeckung und Nachweis der Röntgen-Strahlung: Über eine neue Art von Strahlen (1). Annalen der Physik und Chemie 300, S. 1–11, 1898
  - Entdeckung und Nachweis der Röntgen-Strahlung: Über eine neue Art von Strahlen (2). Annalen der Physik und Chemie 300, S. 12–17, 1898
  - Weitere Beobachtungen über die Eigenschaften der X-Strahlen. Annalen der Physik und Chemie 300, S. 18–37, 1898

- Max Planck
  - die Geburtsstunde der Quantenphysik: Ueber das Gesetz der Energieverteilung im Normalspectrum. Annalen der Physik 309, S. 553–563, 1901
  - Ueber irreversible Strahlungsvorgänge (Nachtrag). Annalen der Physik 311, S. 818–831, 1901

- Albert Einstein
  - die Erklärung des Photoeffekts: Über einen die Erzeugung und Verwandlung des Lichtes betreffenden heuristischen Gesichtspunkt, Annalen der Physik 322, S. 132–148, 1905
  - die erste Arbeit zur Speziellen Relativitätstheorie: Zur Elektrodynamik bewegter Körper, Annalen der Physik 322, S. 891–921, 1905
  - über die brownsche Bewegung: Über die von der molekulartheoretischen Theorie der Wärme geforderten Bewegung von in ruhenden Flüssigkeiten suspendierten Teilchen. Annalen der Physik 322, S. 549–560, 1905, sowie „Zur Theorie der Brownschen Bewegung“. Annalen der Physik 324, S. 371–381, 1906
  - die Grundlage der allgemeinen Relativitätstheorie im gleichnamigen Aufsatz: Die Grundlage der allgemeinen Relativitätstheorie, Annalen der Physik 354, S. 769 ff, 1916[9]
- Erwin Schrödinger:
  - Quantisierung als Eigenwertproblem, Teil I bis IV, Annalen der Physik Band 79, 1926, S. 361–376, 489–527, Band 80, 1926, S. 437–490, Band 81, 1926, S. 109–139.
  - Über das Verhältnis der Heisenberg-Born-Jordanschen Quantenmechanik zu der meinen, Annalen der Physik, Band 79, 1926, S. 734–756.